# Национално знаме на Гърция
Националното знаме на Гърция има правоъгълна форма и се състои от девет еднакво широки хоризонтални ивици в синьо и бяло. В горната лява част на знамето е разположен квадрат. В него на син фон е изобразен бял кръст с равни рамене. Съотношението между широчина и дължина е 2:3. Знамето се монтира на бяла дръжка, в горния край на която, при определени случаи, се монтира кръст от бял метал.
Денят на гръцкото знаме се празнува на 27 октомври, навечерието на националния празник на Гърция.

## Символика
Синият цвят символизира сините води на Егейско море, а белият – вълните му. Кръстът символизира православното християнство, което е и държавна религия на Република Гърция. Деветте сини и бели ивици символизират всяка една от деветте срички на националния девиз „Свобода или смърт“ – „Ελευθερία ή Θάνατος“ (Ε-λευ-θε-ρί-α ή Θά-να-τος).

## История
Първото гръцко знаме в сегашния му вид е създадено, осветено и издигнато през 1807 г. в манастира „Евангелистрия“ в Скиатос. Именно пред него полагат клетва водачите на Гръцката революция – Теодорос Колокотронис, Андреас Миаулис, Папатимиос Влахавас, Янис Статас, Стефанос Димитриадис и др.
През 1822 г., една година след обявяването на независимостта на Гърция, в Епидаврос е свикано първото заседание на тогавашния гръцки парламент – Националното събрание. На заседанието се приема първата гръцка Конституция, където между другото е записан и текст за гръцкия национален флаг. Събранието задължава изпълнителната власт да приложи на дело разпоредбите относно националния флаг. На 15 март 1822 г. с решение № 540 гръцкото правителство одобрява националният флаг на Гърция, който за първи път е издигнат в Калврита. Според непотвърдени данни „бащите“ на гръцката Конституция не са одобрили предложенията в знамето да се съдържат червения и зеления цвят, заради използването им от Отоманската империя в националните ѝ символи. Според други твърдения синьото и бялото са използвани, за да се изобрази символично Егейско море и неговите вълни, а деветте сини и бели ивици символизират всяка една от деветте срички на националния девиз „Свобода или смърт“ – „Ελευθερία ή Θάνατος“ (Ε-λευ-θε-ρί-α ή Θά-να-τος). Според познавачи и двете твърдения не отговарят изцяло на истината.

## Дизайн
Знамето на Гърция е съставено от девет еднакво широки хоризонтални ивици в синьо и бяло. В горната лява част на знамето е разположен квадрат. В него на син фон е изобразен бял кръст с равни рамене. Има правоъгълна форма с отношение ширина към дължина 2:3. Описанието е записано в закона за националното знаме (Закон ̩№ 851/1978).
Гръцкото законодателство не определя точните цветови характеристики за изработка на знамето на Гърция. Затова при производството се използват различни отсенки на синьо, като варират от светло- до тъмносиньо.
| Цвят | Официален цветови модел | RGB цветови модел | HEX цветови модел |
| ---- | ----------------------- | ----------------- | ----------------- |
|      | Pantone White           | (255, 255, 255)   | #ffffff           |
|      | Pantone 286C            | (0, 93, 170)      | #005DAA           |
|      |                         | (0, 0, 0)         | #                 |
|      |                         | (0, 0, 0)         | #                 |
|      |                         | (0, 0, 0)         | #                 |
|      |                         | (0, 0, 0)         | #                 |

## Знаме през годините
- Исторически знамена на Гърция
- Знаме на първата (1822 – 1829), втората (1924 – 1935) и третата (1975 – 1978) република
- Знаме на Кралство Гърция при Отон I
- Знаме на Кралство Гърция (1862 – 1924, 1935 – 1941 и 1944 – 1970)
- Морско знаме на Кралство Гърция (1863 – 1924 и 1935 – 1973)
- Държавно знаме по времето на военната хунта (1967 – 1974)